# Diócesis de La Paz en Baja California Sur
La diócesis de La Paz en Baja California Sur (en latín: Dioecesis Paciensis in California Inferiori Meridionali) es una circunscripción eclesiástica de la Iglesia católica en México. Se trata de una diócesis latina, sufragánea de la arquidiócesis de Tijuana. Desde el 16 de junio de 2001 su obispo es Miguel Ángel Alba Díaz, y desde el 24 de enero de 2023, su obispo auxiliar coadjutor es Miguel Ángel Espinoza Garza.

## Territorio y organización
La diócesis tiene 79 909 km² y extiende su jurisdicción sobre los fieles católicos de rito latino residentes en el estado de Baja California Sur. 
La sede de la diócesis se encuentra en la ciudad de La Paz, en donde se halla la Catedral de Nuestra Señora de la Paz.
En 2021 en la diócesis existían 32 parroquias agrupadas en 6 decanatos: San Ignacio, Nuestra Señora de la Paz, San Juan Bautista, Corazón de María, San Lucas y San José.
| Decanato                | San Ignacio                              | Nuestra Señora de Loreto        | Nuestra Señora de la Paz          | Inmaculado Corazón de María                  | San Juan Bautista               | San José                    | San Lucas                       |
| ----------------------- | ---------------------------------------- | ------------------------------- | --------------------------------- | -------------------------------------------- | ------------------------------- | --------------------------- | ------------------------------- |
| Parroquias              | Nuestra Señora de Guadalupe              | Misión Nuestra Señora de Loreto | Catedral Nuestra Señora de la Paz | El Inmaculado Corazón de María               | San Juan Bautista               | Santiago Apóstol            | San Lucas Evangelista           |
| Parroquias              | San Juan Diego                           | La Purísima Concepción          | San José                          | Santa María Goretti                          | Santo Niño de la Salud          | Nuestra Señora de Guadalupe | Cristo Redentor                 |
| Parroquias              | El Sagrado Corazón                       | Nuestra Señora de Fátima        | Nuestra Señora de Guadalupe       | San Martín de Porres                         | San Juan Bosco                  | La Sagrada Familia          | Misión Nuestra Señora del Pilar |
| Parroquias              | La Asunción la Virgen                    | San José Obrero                 | El Sagrado Corazón                | La Sagrada Familia                           | Nuestra Señora de Lourdes       | Misión de San José          | El Sagrado Corazón              |
| Parroquias              | El Perpetuo Socorro                      | Nuestra Señora de Lourdes       | La Asunción de María              | Nuestra Señora del Auxilio                   | Nuestra Señora del Rosario      | San Judas Tadeo, Apóstol    | San Juan Pablo II               |
| Parroquias              | Misión San Ignacio de Loyola             | San Judas Tadeo, Apóstol        | El Espíritu Santo                 | La Virgen Inmaculada de la Medalla Milagrosa | San Juan Bautista María Vianney | La Divina Misericordia      | Santa María de Guadalupe        |
| Parroquias              | Santa Bárbara, Mártir                    | Santuario Guadalupe             | Todos los Santos                  | El Divino Niño Jesús                         | San Pedro Apóstol               | La Divina Providencia       | La Santa Cruz                   |
| Parroquias y Rectorías* | Misión La Inmaculada Concepción de María | San Carlos Borromeo             | San Felipe de Jesús *             | Nuestra Señora de San Juan de Los Lagos *    | San Antonio de Padua            | San Juan Diego              | El Buen Pastor                  |
| Parroquias y Rectorías* |                                          | San Antonio de Padua            |                                   |                                              | San Juan Bautista               | San Maximiliano             | Los Santos Arcángeles *         |
| Rectorías*              |                                          |                                 |                                   |                                              | La Divina Providencia *         | La Inmaculada Concepción *  | San Judas Tadeo *               |
| Rectorías*              |                                          |                                 |                                   |                                              |                                 |                             | El Sagrado Corazón *            |

## Historia
La ciudad de La Paz fue sede del vicariato apostólico de Baja California desde aproximadamente mediados del siglo XIX hasta 1939, cuando la sede de esta jurisdicción fue trasladada al norte del estado, primero a Ensenada y luego a Tijuana en 1944.

### Prefectura apostólica
La prefectura apostólica de La Paz en Baja California Sur fue erigida el 13 de julio de 1957 con la bula Qui arcana del papa Pío XII, derivando el territorio del vicariato apostólico de Baja California, que al mismo tiempo asumió el nombre de vicariato apostólico de Tijuana (hoy arquidiócesis de Tijuana). Juan Giordani fue su primer prefecto apostólico.

### Vicariato apostólico
El 1 de marzo de 1976, con la bula Cum compertum del papa Pablo VI, la prefectura apostólica fue elevada a vicariato apostólico con el nombre de La Paz en Baja California Sur. Asumió su conducción Gilberto Valbuena Sánchez, quien fuera obispo auxiliar en la diócesis de Tacámbaro, en Michoacán.

### Diócesis
El 21 de marzo de 1988, como resultado de la bula Quandoquidem consilium del papa Juan Pablo II, el vicariato apostólico fue elevado a diócesis, siendo obispo Gilberto Valbuena Sánchez.
Originalmente sufragánea de la arquidiócesis de Hermosillo, pasó a formar parte de la provincia eclesiástica de Baja California el 25 de noviembre de 2006, como sufragánea de la arquidiócesis de Tijuana.
El obispo a partir del 16 de junio de 2001 es Miguel Ángel Alba Díaz. 

## Estadísticas
Según el Anuario Pontificio 2021 la diócesis tenía a fines de 2019 un total de 649 140 fieles bautizados.
| Año                                                                             | Población            | Población | Población      | Sacerdotes | Sacerdotes    | Sacerdotes    | Bautizados por sacerdote | Diáconos permanentes | Religiosos | Religiosos | Parroquias |
| Año                                                                             | Bautizados católicos | Total     | % de católicos | Total      | Clero secular | Clero regular | Bautizados por sacerdote | Diáconos permanentes | Varones    | Mujeres    | Parroquias |
| ------------------------------------------------------------------------------- | -------------------- | --------- | -------------- | ---------- | ------------- | ------------- | ------------------------ | -------------------- | ---------- | ---------- | ---------- |
| 1966                                                                            | 88 500               | 89 000    | 99.4           | 27         | 3             | 24            | 3277                     |                      | 31         | 76         | 13         |
| 1970                                                                            | 144 150              | 145 000   | 99.4           | 27         |               | 27            | 5338                     |                      | 35         | 108        |            |
| 1976                                                                            | 151 900              | 155 000   | 98.0           | 31         | 2             | 29            | 4900                     |                      | 36         | 115        | 16         |
| 1980                                                                            | 258 800              | 266 000   | 97.3           | 37         | 12            | 25            | 6994                     |                      | 32         | 158        | 22         |
| 1990                                                                            | 253 000              | 262 000   | 96.6           | 42         | 18            | 24            | 6023                     |                      | 27         | 177        | 21         |
| 1999                                                                            | 375 000              | 395 000   | 94.9           | 58         | 30            | 28            | 6465                     |                      | 31         | 189        | 22         |
| 2000                                                                            | 375 500              | 395 500   | 94.9           | 60         | 32            | 28            | 6258                     |                      | 31         | 189        | 25         |
| 2001                                                                            | 378 000              | 398 500   | 94.9           | 61         | 33            | 28            | 6196                     |                      | 31         | 189        | 25         |
| 2002                                                                            | 381 637              | 424 041   | 90.0           | 60         | 36            | 24            | 6360                     |                      | 24         | 186        | 27         |
| 2003                                                                            | 472 500              | 525 000   | 90.0           | 64         | 40            | 24            | 7382                     |                      | 24         | 193        | 40         |
| 2004                                                                            | 512 200              | 535 000   | 95.7           | 59         | 40            | 19            | 8681                     |                      | 19         | 148        | 42         |
| 2013                                                                            | 528 000              | 598 000   | 88.3           | 78         | 59            | 19            | 6769                     | 1                    | 20         | 151        | 39         |
| 2016                                                                            | 539 800              | 616 000   | 87.6           | 97         | 83            | 14            | 5564                     |                      | 15         | 151        | 54         |
| 2019                                                                            | 556 120              | 634 620   | 87.6           | 104        | 91            | 13            | 5347                     |                      | 15         | 52         | 58         |
| 2021                                                                            | 649 140              | 798 447   | 81.3           | 94         | 84            | 10            | 6905                     |                      | 10         | 52         | 62         |
| Fuente: Catholic-Hierarchy, que a su vez toma los datos del Anuario Pontificio. |                      |           |                |            |               |               |                          |                      |            |            |            |

| Plantilla                                                                                             | Número en 2016 |
| --- | -------------- |
| Obispos 1 titular 1 coadjutor 1 emérito (Jaime Rodríguez Salazar, M.C.C.I., emérito de Huánuco, Perú) | 3              |
| Sacerdotes diocesanos                                                                                 | 129            |
| Sacerdotes religiosos                                                                                 | 13             |
| Seminaristas mayores                                                                                  | 35             |
| Seminaristas menores                                                                                  | 13             |
| Religiosos no sacerdotes                                                                              | 2              |
| Institutos católicos de educación                                                                     | 11             |
| Institutos católicos de beneficencia                                                                  | 8              |

## Episcopologio
- Juan Giordani, F.S.C.I. † (15 de abril de 1958-1976 renunció)
- Gilberto Valbuena Sánchez † (1 de marzo de 1976-8 de julio de 1989 nombrado obispo de Colima)
- Braulio Rafael León Villegas (21 de febrero de 1990-11 de diciembre de 1999 nombrado obispo de Ciudad Guzmán)
- Miguel Ángel Alba Díaz, desde el 16 de junio de 2001
- Miguel Ángel Espinoza Garza, coadjutor desde el 24 de enero de 2023